# Havnen
Havnen er en dansk dokumentarfilm fra 1967 med instruktion og manuskript af Jørgen Vestergaard.

## Handling
Et dokumentarisk øjebliksbillede af byen Hanstholm i 1967, hvor det besværlige havnebyggeri har været mere eller mindre i gang i 50 år og nu omsider er på vej til sin delvise afslutning. Billedet af Hanstholm i dag er billedet af et gammelt lukket samfund i opbrud og et nyt ufærdigt på vej. Det sættes i relief af tilbageblik på havnebyggeriet historie og på Hansholms rolle under besættelsen som et stærkt led i tyskernes vestvold.